# BPST-Instantone
Die Belavin-Polyakov-Schwarz-Tyupkin-Instantone (kurz BPST-Instantone) ist im mathematischen Teilgebiet der Differentialgeometrie eine spezielle Lösung der Yang-Mills-Gleichungen auf dem vierdimensionalen euklidischen Raum {\displaystyle \mathbb {R} ^{4}} für die zweite spezielle unitäre Gruppe {\displaystyle \operatorname {SU} (2)} als Eichgruppe. Benannt ist die BPST-Instantone nach Alexander Belavin, Alexander Polyakov, Albert Schwarz and Yu Tyupkin, welche diese im Jahr 1975 erstmals konstruiert haben.
Nicht zu verwechseln ist die BPST-Instantone mit der ebenfalls in der Yang-Mills-Theorie auftretenden BPS-Grenze. Dort stehen BPS für Evgeny Bogomolny, M.K. Prasad und Charles Sommerfield. Auch abzugrenzen ist die ebenfalls mit der Yang-Mills-Theorie verbundene BRST-Symmetrie. Dort stehen BST für Carlo Becchi, Raymond Stora und Igor Tyutin.

## Beschreibung
Sei {\displaystyle z} der Ort und {\displaystyle \rho } die Größe der BPST-Instantone. Mit den Pauli-Matrizen {\displaystyle \sigma _{a}}, welche Generatoren der zweiten speziellen unitären Lie-Algebra {\displaystyle {\mathfrak {su}}(2)} sind, und dem ’t Hooft-Symbol {\displaystyle \eta _{\mu \nu }^{a}} ist dessen Eichpotential {\displaystyle A(x)=A_{\mu }^{a}\otimes \sigma _{a}\mathrm {d} x^{\mu }} gegeben durch:
{\displaystyle A_{\mu }^{a}(x)={\frac {2}{g}}{\frac {\eta _{\mu \nu }^{a}(x-z)_{\nu }}{(x-z)^{2}+\rho ^{2}}}}
und dessen Krümmung {\displaystyle F(x)=F_{\mu \nu }^{a}\otimes \sigma _{a}\mathrm {d} x^{\mu }\wedge \mathrm {d} x^{\nu }} gegeben durch:
{\displaystyle F_{i0}^{a}={\frac {4\rho ^{2}\delta _{ai}}{g(x^{2}+\rho ^{2})^{2}}}.}
Dabei wird die Einsteinsche Summenkonvention verwendet.